# Rémering-lès-Puttelange
Rémering-lès-Puttelange är en kommun i departementet Moselle i regionen Grand Est (tidigare regionen Lorraine) i sydvästra Frankrike. Kommunen ligger i kantonen Sarralbe som tillhör arrondissementet Sarreguemines. År 2022 hade Rémering-lès-Puttelange 1 034 invånare.

## Befolkningsutveckling
Antalet invånare i kommunen Rémering-lès-Puttelange
| Referens: INSEE |